# Vikuní vlna

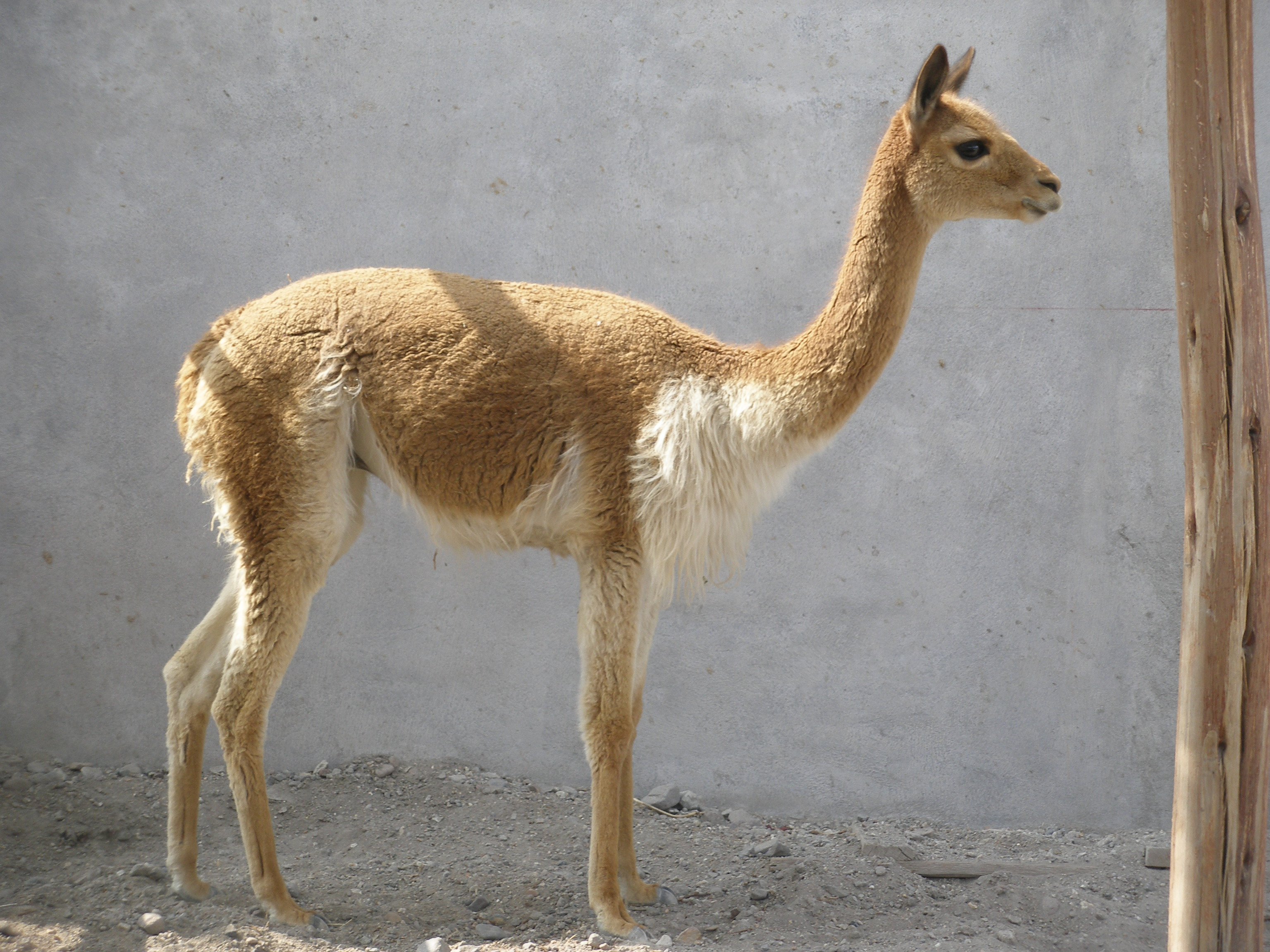
Peruánská vikuňa

Vikuní vlna je textilní surovina ze srsti lamy vikuně.

## Historie

Vikuňa na peruánském státním znaku

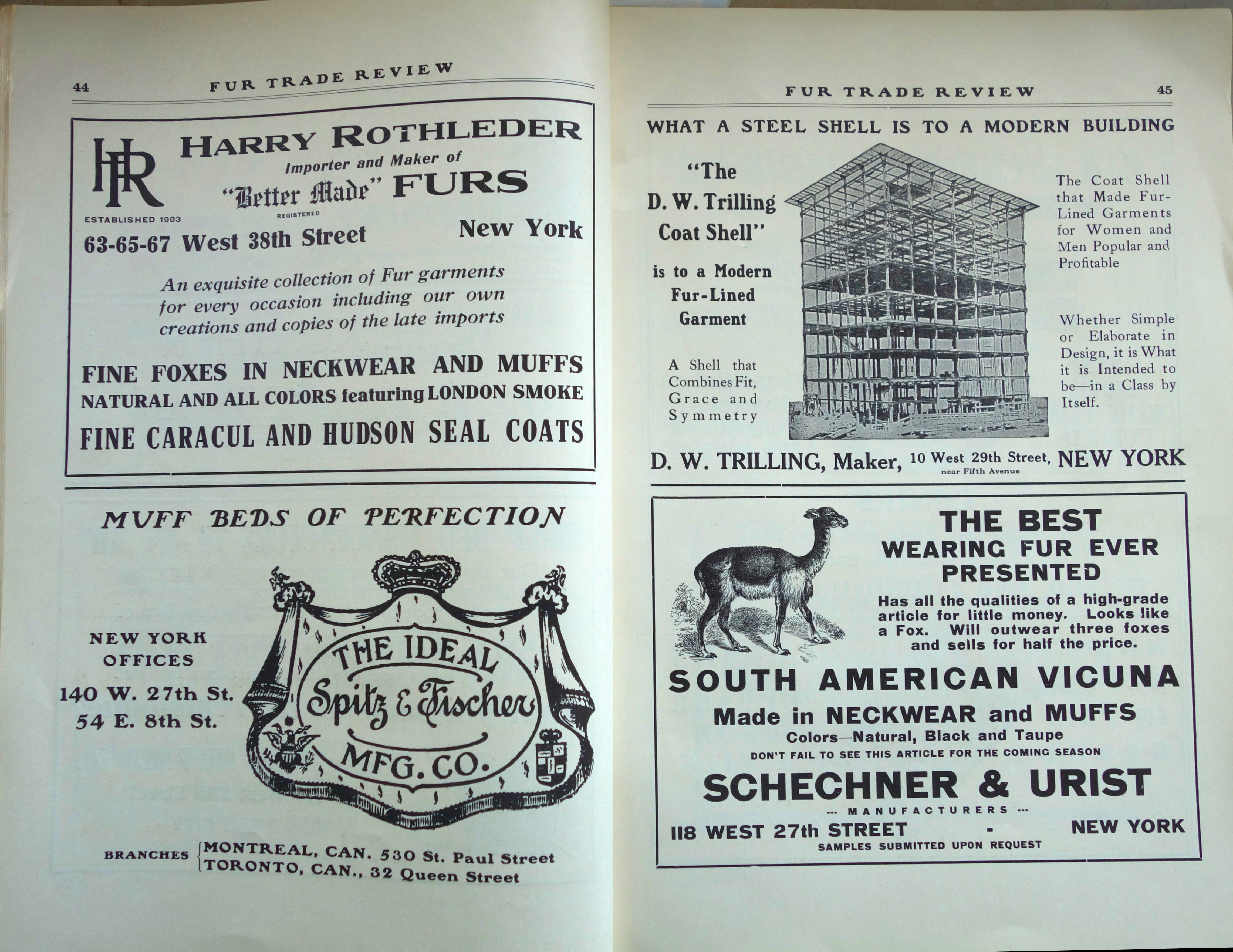
Reklama na vikuní vlnu z roku 1914

V jižní Americe bylo vlákno z vikuně již před 10 000 lety známé a vysoce ceněné. Pro svoji mimořádnou jemnost a hebkost bylo nazývané “vlákno bohů”. Divoké vikuně v centrálních Andách se směly v době vlády Inků lovit jen každé čtyři roky. Po invazi Španělů nebylo zabíjení vikuní nijak omezeno, počet živých zvířat se drasticky snížil obzvlášť ve 20. století, do 60. letech až na 5000 kusů.

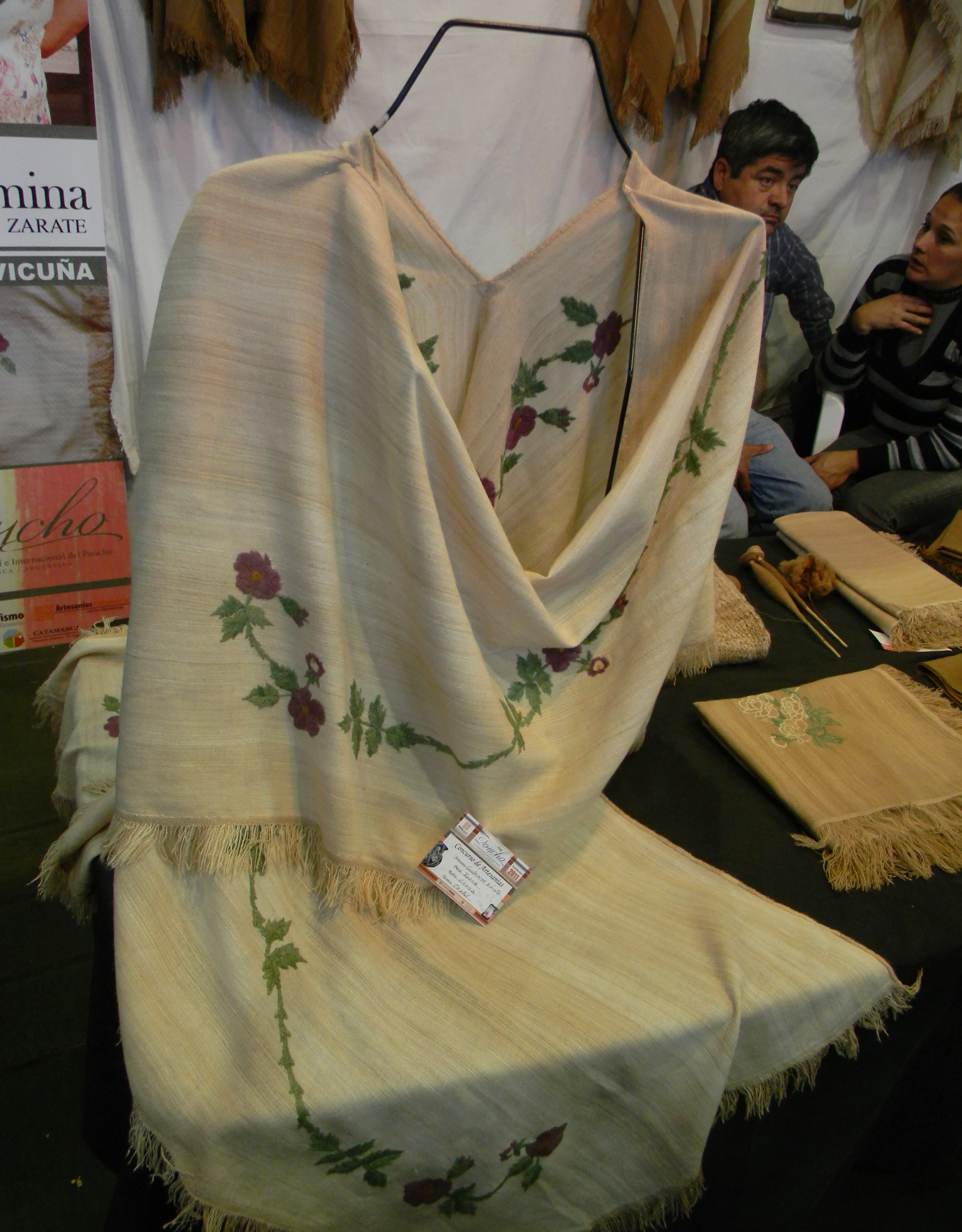
Ručně vyrobené pončo z vikuní příze (severozápadní Argentina 2011)

Vinuní vlna se vyvážela jen v nepatrném množství, z příze se vyráběly tkaniny jen pro nejbohatší zákazníky. V Evropě se z vikuní vlny vyráběly zčásti textilie pod názvem vigoň (např. v 18. století známý drap de vigogne), ze kterých se staly asi od 19. století směsové materiály se stále vyšší příměsí vlákenných odpadů.
Od roku 1969 byl ve všech andských státech lov vikuní striktně zakázán, využití divokých vikuní k produkci textilních vláken (stříží) se smí provádět jen pod státní kontrolou. Početní stav vikuní se zvýšil do 2. dekády 21. století až na 450 000 (z toho asi 1/2 v Peru a 1/3 v Bolívii).
Množství komerčně zhodnocených vláken bylo dosud evidováno jen v Peru, kde se ve 2. dekádě 21. století pohybovalo mezi 7,5 a 9,5 tunami ročně, ze kterých se 50–70 % exportuje s výnosem cca 3–4 miliony USD (95 % do EU, především do Itálie). Využití vikuní k produkci vlny bylo v ostatních jihoamerických zemích dosud bez většího významu.

## Vlastnosti vlákna
Srst vikuně sestává asi z poloviny z vláken s tloušťkou 12–14 µm a délkou 15-50 mm. Druhá polovina jsou chlupy 45µm s délkou cca 65 mm. Vlákna mají světle hnědou až zlatavou barvu. Umělé barvení se neprovádí, protože materiál nesnáší chemikálie. Stříž z dospělé vikuně obnáší každé dva roky 200–250 g jemných vláken.

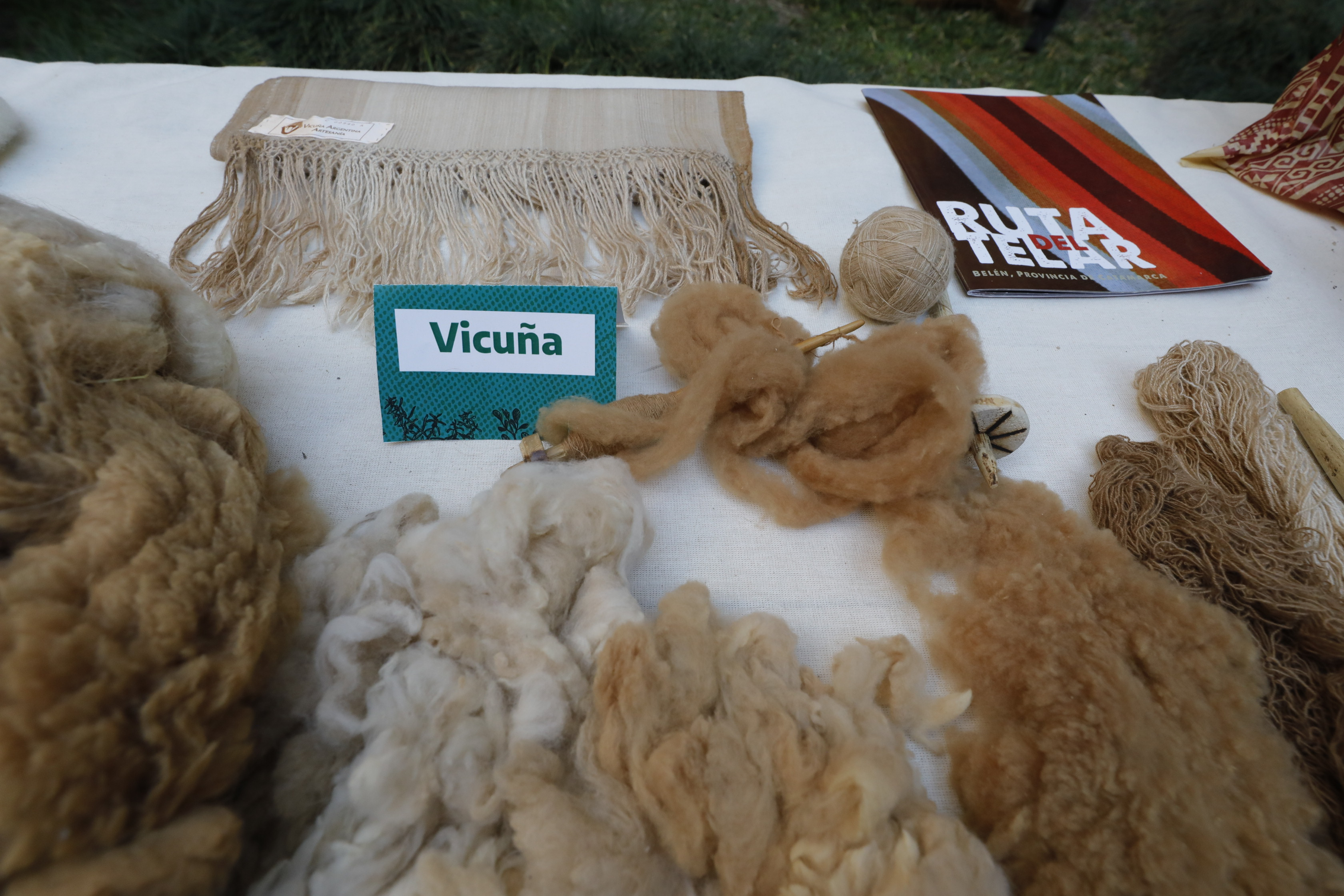
Vlákna, příze a tkaniny ze severoargentinské vikuní vlny (2022)

## Zpracování vlny
Seskupení divokých vikuní a stříž srsti se organizuje každé dva roky tradiční technikou chaccu. Stádo divokých zvířat (až 2000 kusů) obklopí několik desítek vesničanů tak, že jednotlivá zvířata jsou nucena dojít k místu stříže (po které se zvířata propustí).
Třídění podle jemnosti a délky a vláken se provádí ručně, k vytřídění 1 kg jemných vláken (před odchlupením = pre-dehaired) je nutný až celý pracovní týden.
Odchlupení je nezbytná součást zpracování vikuní vlny. Při ručním odchlupení se spotřebou cca 12 hodin práce na 1 kg vlny (podle některých odborníků až 260 hodin) se dosahuje až 80 % výtěžku ze surové vlákniny.
Stroje na odstraňování chlupů mohou vyčistit za hodinu až 50 kg vlněného rouna, při čemž se počítá s výtěžkem do 65 %.
O technologii výroby vikuňové příze neexistují žádné publikace. Známé je jen, že v 21. století se naprostá většina vyrábí strojově a příze jsou vhodné pro textilie se stejným použitím jako výrobky z česané vlny.

## Použití
Z čisté vikuní vlny se v 21. století vyrábějí skoro výlučně luxusní oděvní textilie, ponožky a příze na ruční pletení.
Cenové relace:
surová vlákna = 355–420 USD/kg, odchlupená vlna = 1350–1450 USD/kg
šál = 4000 USD/kus, pánský plášť = 21 000 USD/kus, oblek ušitý na míru = 46 500 USD/kus
ponožky = 950 USD/pár příze na ruční pletení (140 tex) = 10 000 USD/kg